# (4225) Hobart
(4225) Hobart es un asteroide perteneciente al cinturón de asteroides, descubierto el 31 de enero de 1989 por Tsutomu Hioki y el también astrónomo Nobuhiro Kawasato desde el Okutama Observatory, Japón.

## Designación y nombre
Designado provisionalmente como 1989 BN. Fue nombrado Hobart en homenaje al ingeniero estadounidense y observador de asteroides y estrellas variables “Joseph R. Hobart”, que precisó las órbitas de más de 700 asteroides.